# Borok Toyang
Borok Toyang is een bestuurslaag in het regentschap Oost-Lombok van de provincie West-Nusa Tenggara, Indonesië. Borok Toyang telt 4109 inwoners (volkstelling 2010).